# Simplício Mendes
Simplício Mendes este un oraș în Piauí (PI), Brazilia.